# 斯通豪斯 (內華達州)
斯通豪斯（英語：Stone House）是位於美國內華達州洪堡縣的鬼鎮。

## 歷史
斯通豪斯的郵局於1890年設立，其後於1915年停運。

## 地理
斯通豪斯所處的海拔為高於海平面1359米（即4459英呎），而該地所採用的時區為UTC-8，即太平洋时区（PST）。同時該地設有夏令時間，為UTC-8調快一小時，即UTC-7（PDT）。